# Thysanozoon
Thysanozoon és un gènere de platihelmint policlàdide que pertany a la família dels pseudoceròtids.

## Taxonomia
- Thysanozoon aucklandicum Cheeseman, 1883
- Thysanozoon australe Stimpson 1855
- Thysanozoon brocchii (Risso, 1818)
- Thysanozoon californicum Hyman 1953
- Thysanozoon cruciatum Schmarda 1859
- Thysanozoon discoideum Schmarda 1859
- Thysanozoon distinctum Stummer-Traunfels, 1895
- Thysanozoon flavotuberculatum Hyman 1939
- Thysanozoon griseum Verrill, 1901
- Thysanozoon huttoni Kirk 1882
- Thysanozoon japonicum Kato 1944
- Thysanozoon langi Stummer-Traunfels, 1895
- Thysanozoon minutum Stummer-Traunfels, 1895
- Thysanozoon nigropapillosum (Hyman, 1959)
- Thysanozoon nigrum Girard, 1851
- Thysanozoon sandiegiense Hyman, 1953
- Thysanozoon skottsburgi Bock, 1923
- Thysanozoon tentaculatum (Pease, 1860)
- Thysanozoon verrucosum Grube, 1867
- Thysanozoon vulgare Palombi, 1939